# Olympia 36A
Olympia 36A är en båtmotor som tillverkades av Finska Motorfabriks Ab Wasa. Motorn, som har en effekt på 4-5 hästkrafter, drivs med petroleum. Med bensin som bränsle ökar effekten med 15%.
| Modellbeteckning                    | Olympia 36A                                                                        |
| Tillverkningsår                     | Åtminstone 1952-1960                                                               |
| Vikt                                | Cirka 135 kilogram                                                                 |
| Antal cylindrar                     | 1                                                                                  |
| Slagvolym                           | 0,76 liter                                                                         |
| Förbrukning                         | 360 gram petroleum per hästkraft per timme                                         |
| Kompressionsförhållande (petroleum) | 6:1                                                                                |
| Kompressionsförhållande (fotogen)   | 4,16:1                                                                             |
| Förgasare                           | Olympia 25mm, senare Solex 26 VN                                                   |
| Tändsystem                          | Magnet SEM EX-1R-30 eller BOSCH MZ/JF 1AR5 båda med impulsstart och manuell timing |
| Oljemängd i vevhus                  | 1,3 liter                                                                          |
| Smörjning av vevhus                 | Plasksmörjning                                                                     |
| Backslag                            | Fem lameller, tre av gjutjärn och två av stål                                      |
| Kylning                             | Söt/saltvatten                                                                     |